# Семипалатинська область (Російська імперія)
Семипалатинская область — адміністративна одиниця Російської імперії, що існувала у 1854-1920 рр.. Адміністративний центр - Семипалатинськ.

## Історія
Область заснована 19 травня 1854 року.
З 18 травня 1882 по 4 березня 1917 область входила до складу Степового генерал-губернаторства. 11.12.1920 перетворена на Семипалатинську губернію.

## Адміністративний поділ
На початку XX століття а до складу області входило 5 повітів:
| № | Повіт               | Повітове місто            | Площа, верст² | Населення (1897), осіб |
| - | ------------------- | ------------------------- | ------------- | ---------------------- |
| 1 | Зайсанський         | Зайсан (4 402)            | 34 960,0      | 95 072                 |
| 2 | Каркаралинський     | Каркарали (4 451)         | 186 370,0     | 171 655                |
| 3 | Павлодарський       | Павлодар (7 738)          | 98 130,0      | 157 487                |
| 4 | Семипалатинський    | Семипалатинськ (26 246)   | 69 880,0      | 156 801                |
| 5 | Усть-Каменогорський | Усть-Каменогорськ (8 721) | 55 970,0      | 103 575                |

## Населення

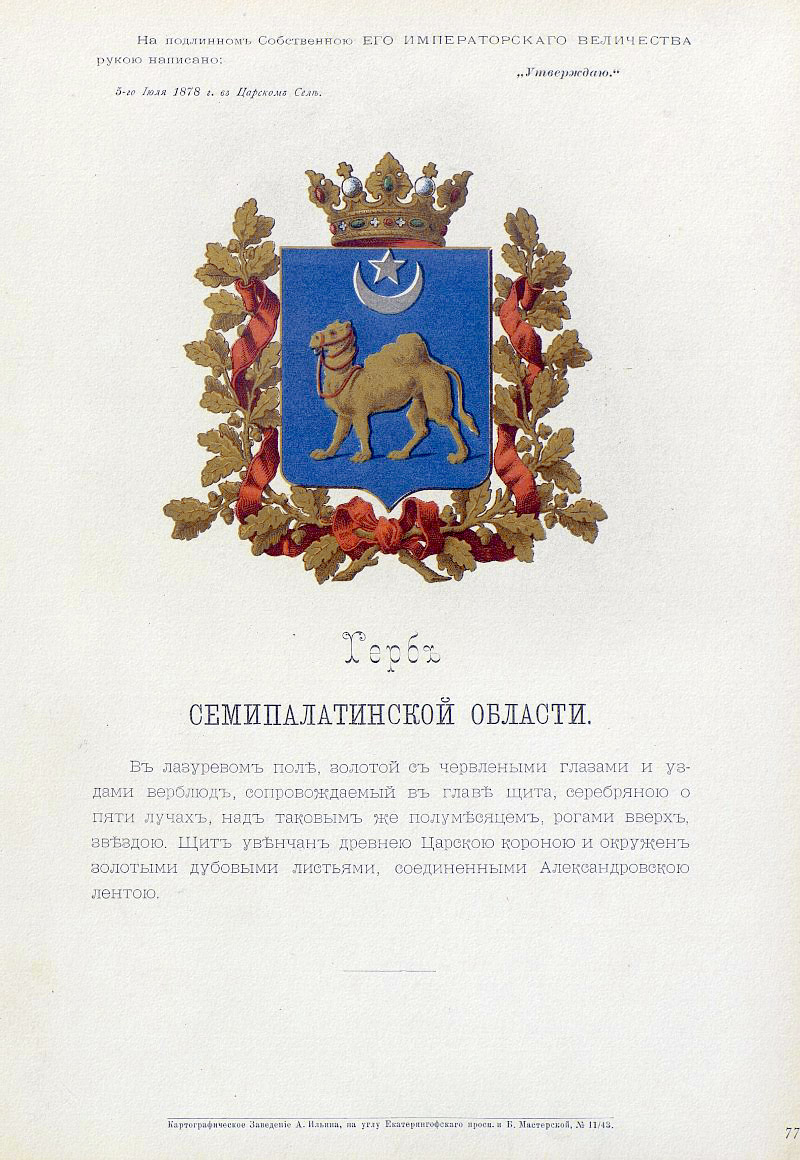
Герб області з офіційним описом, затверджений Олександром II (1878)

Національний склад у 1897 році:
| Повіт               | казахи | росіяни | татари | українці |
| ------------------- | ------ | ------- | ------ | -------- |
| Область в цілому    | 88,3 % | 9,5 %   | 1,5 %  | …        |
| Зайсанський         | 93,5 % | 5,4 %   | …      | …        |
| Каркаралинський     | 98,8 % | …       | …      | …        |
| Павлодарський       | 90,5 % | 8,8 %   | …      | …        |
| Семипалатинський    | 78,0 % | 16,6 %  | 4,4 %  | …        |
| Усть-Каменогорський | 78,4 % | 18,1 %  | …      | 2,2 %    |

## Символіка

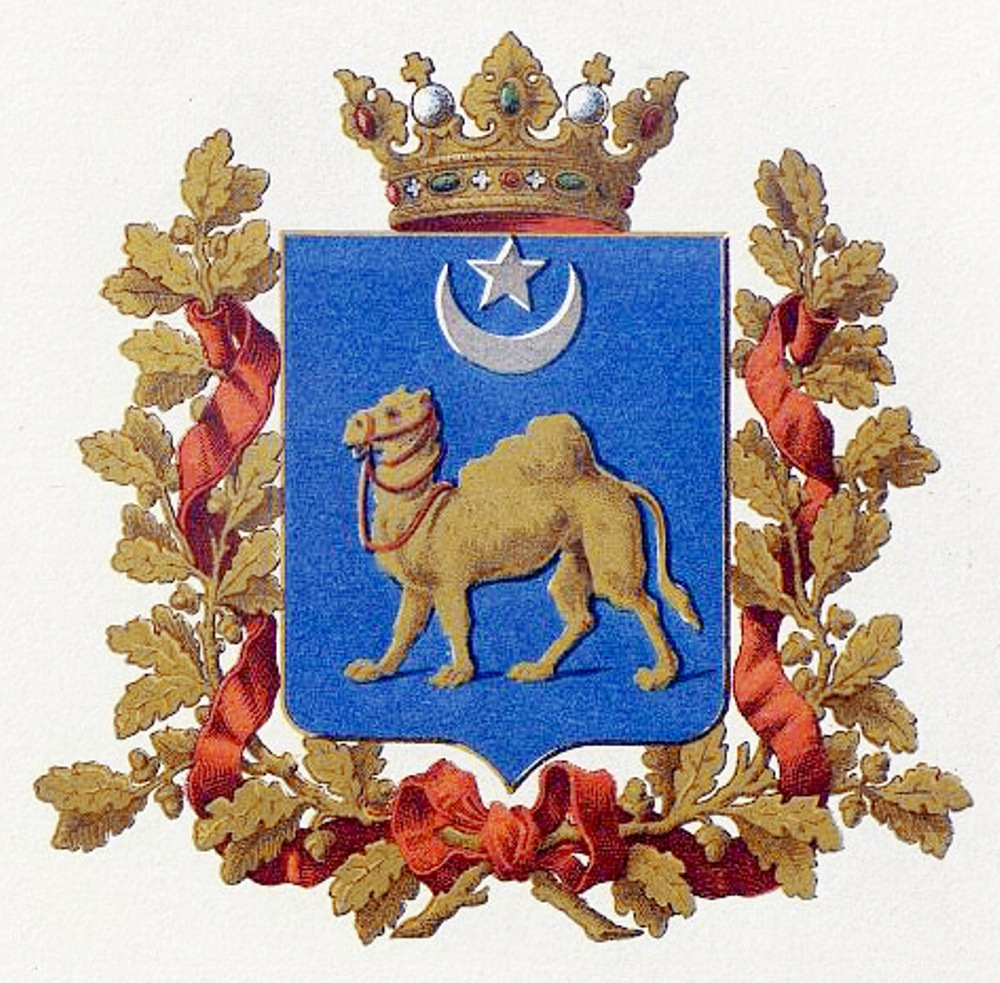
Офіційний герб області (вид. МВС, 1880). Верблюд затовстий
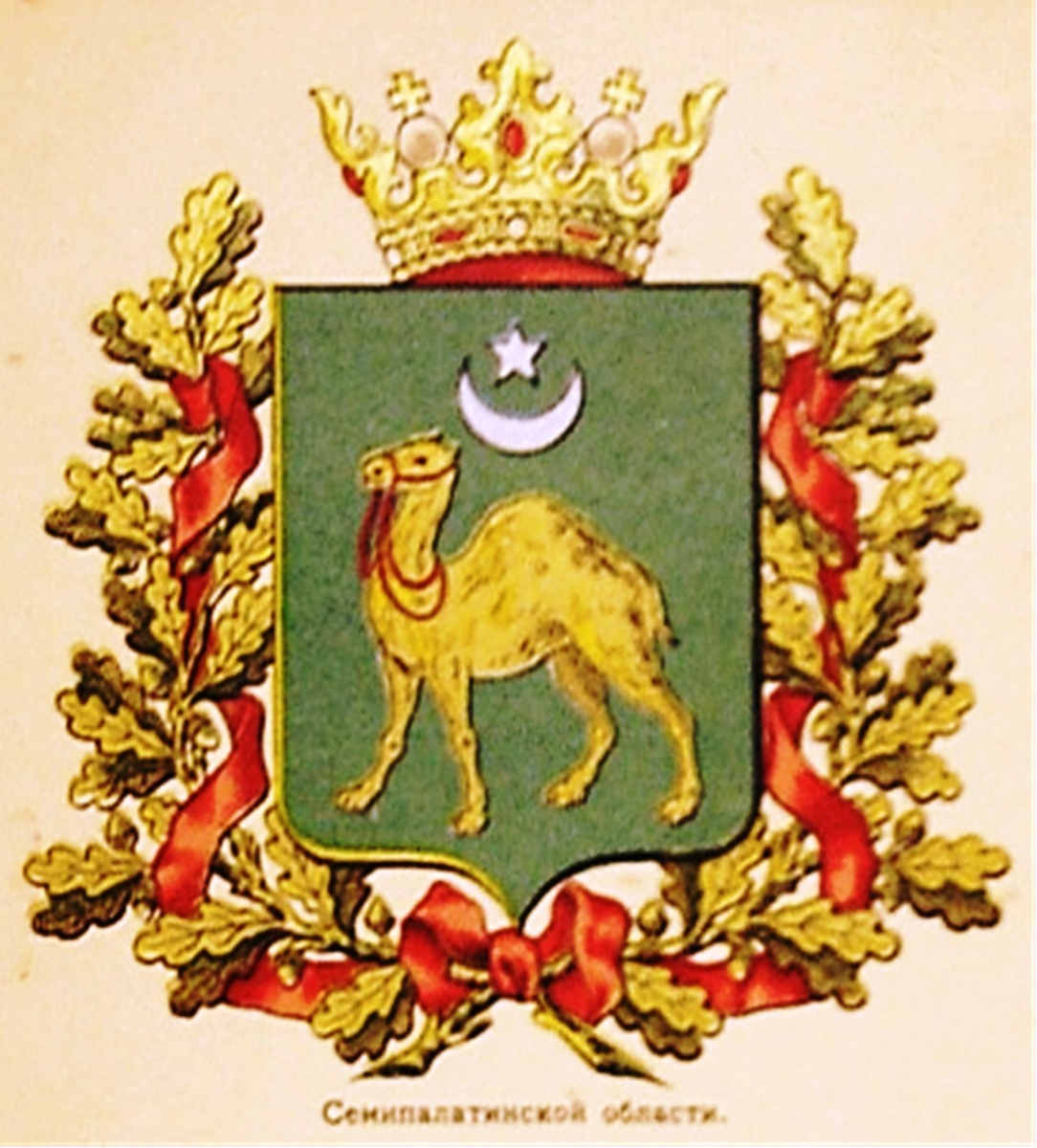
Неофіційний герб області (вид. Сукачова, 1878). Верблюд середній
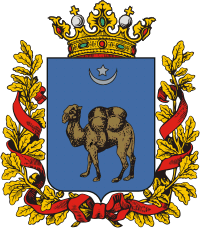
Сучасний малюнок герба (2000-ні). Верблюд худий
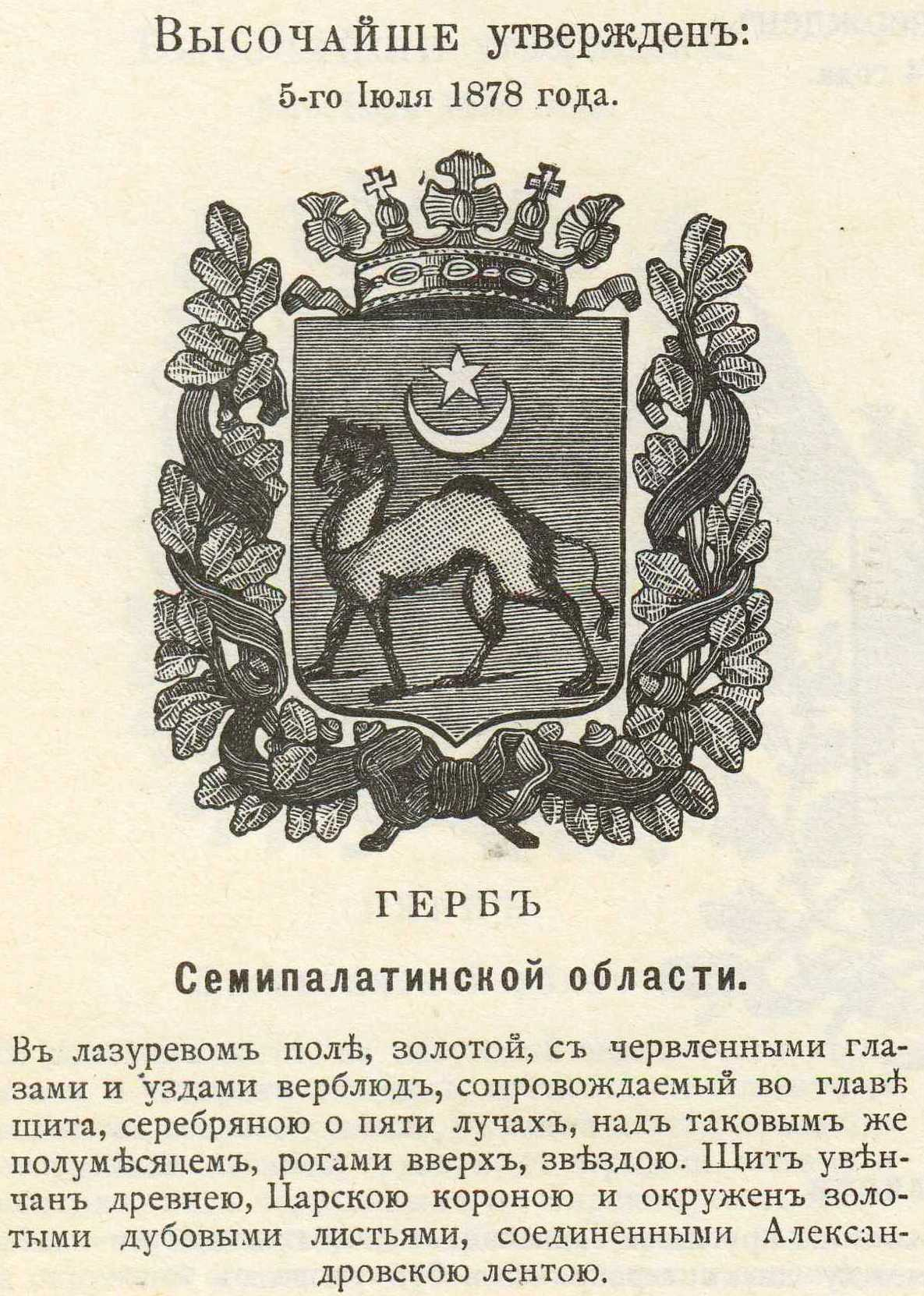
Герб області з офіційним описом (П. Вінклер, 1899)
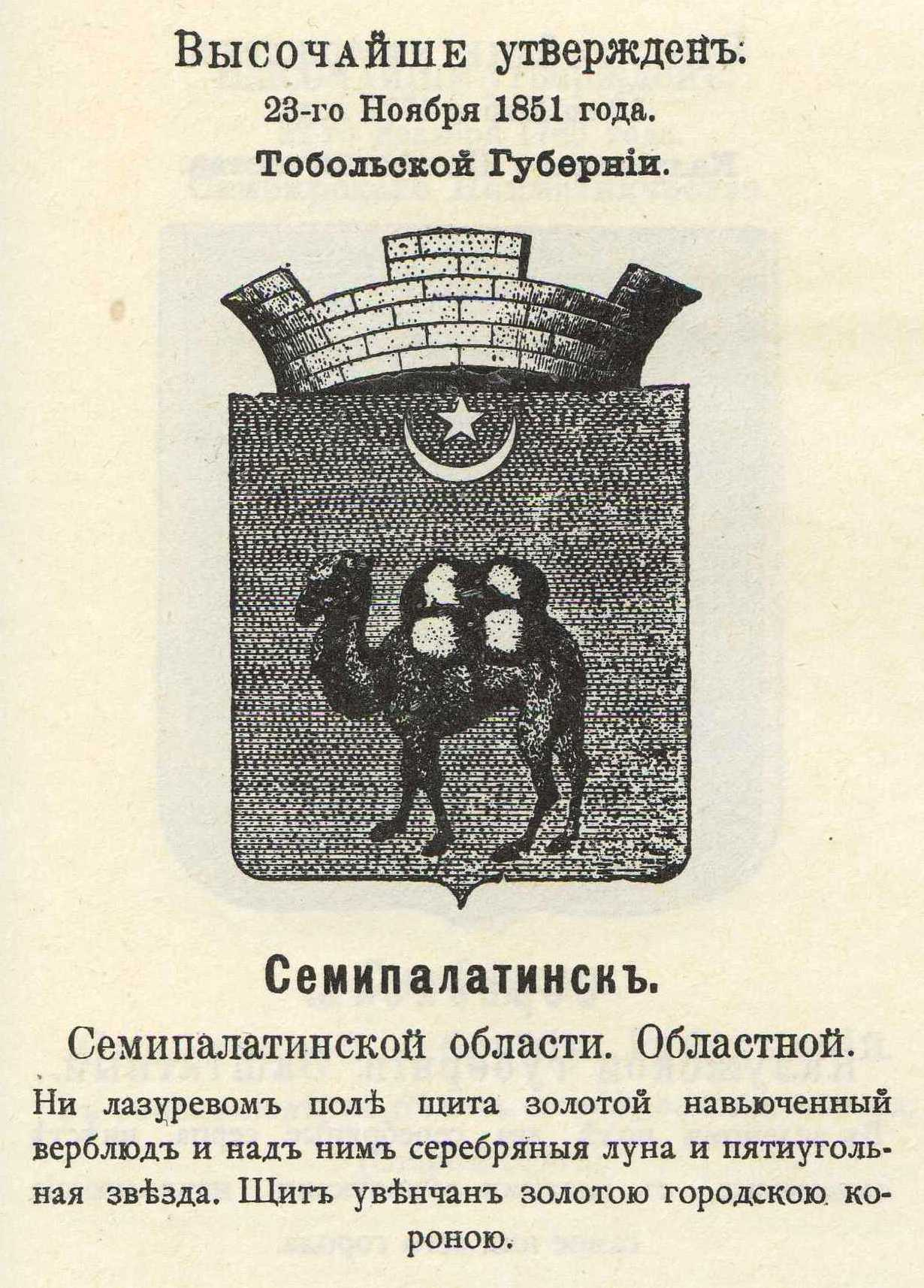
Герб столиці області міста Семипалатинськ (П. Вінклер, 1899)